# The Chain (Fleetwood Mac)
The Chain è un brano del gruppo rock anglo-americano Fleetwood Mac, estratto dall'album Rumours del 1977. È l'unica canzone dell'album che annovera come autori tutti e cinque i componenti della band (Stevie Nicks, Lindsey Buckingham, Christine McVie, John McVie e Mick Fleetwood).
Il brano è frutto della combinazione di diversi pezzi precedentemente scartati, tra cui alcuni lavori solisti di Lindsey Buckingham, Stevie Nicks e Christine McVie. Molti di questi furono assemblati, a volte manualmente giuntando nastri con una lama di rasoio, al Record Plant di Sausalito, California, assieme ai due produttori Ken Caillat e Richard Dashut.
A causa del successo critico e commerciale dell'album Rumours, The Chain è diventata un punto fermo degli spettacoli dal vivo della band, e tipicamente la loro canzone di apertura ai concerti.

## Descrizione
L'analisi del testo della canzone ha spinto molti a citarla come una delle espressioni più evocative della frattura interna tra i vari membri della band sul finire degli anni '70. Buckingham e Nicks stavano infatti terminando la loro lunga relazione nello stesso periodo in cui il matrimonio di John e Christine McVie si era rotto, come successo anche alla relazione tra Fleetwood e sua moglie Jenny Boyd.

## Composizione
- Lindsey Buckingham – chitarre elettriche, Dobro e voce principale
- Stevie Nicks – voce principale e armonie
- Christine McVie – armonium, organo Hammond e armonie
- John McVie – basso senza tasti
- Mick Fleetwood – batteria e tamburello

## Cover

### Tantric
Una cover della canzone è stata registrata dal gruppo rock americano Tantric, pubblicata come secondo singolo dal loro secondo album del 2004, After We Go.

### Three Days Grace
Il gruppo rock canadese dei Three Days Grace ha registrato una propria versione del brano, pubblicata il 15 marzo 2011 nell'EP Lost in You. La canzone ha raggiunto il numero 45 nella classifica Rock Digital Song Sales.

### Evanescence
Gli Evanescence, gruppo rock statunitense, hanno reso disponibile come singolo download digitale una loro cover di The Chain il 22 November 2019. Questa versione è stata usata per promuovere il videogioco Gears 5.

### CHINCHILLA
Il 14 giugno 2024 l'artista multi-genere britannico CHINCHILLA ha pubblicato per il download digitale con CHINCHILLA Music (Island Records) una cover della canzone, utilizzata poi nella colonna sonora della serie televisiva My Lady Jane.